# Księstwo Elby

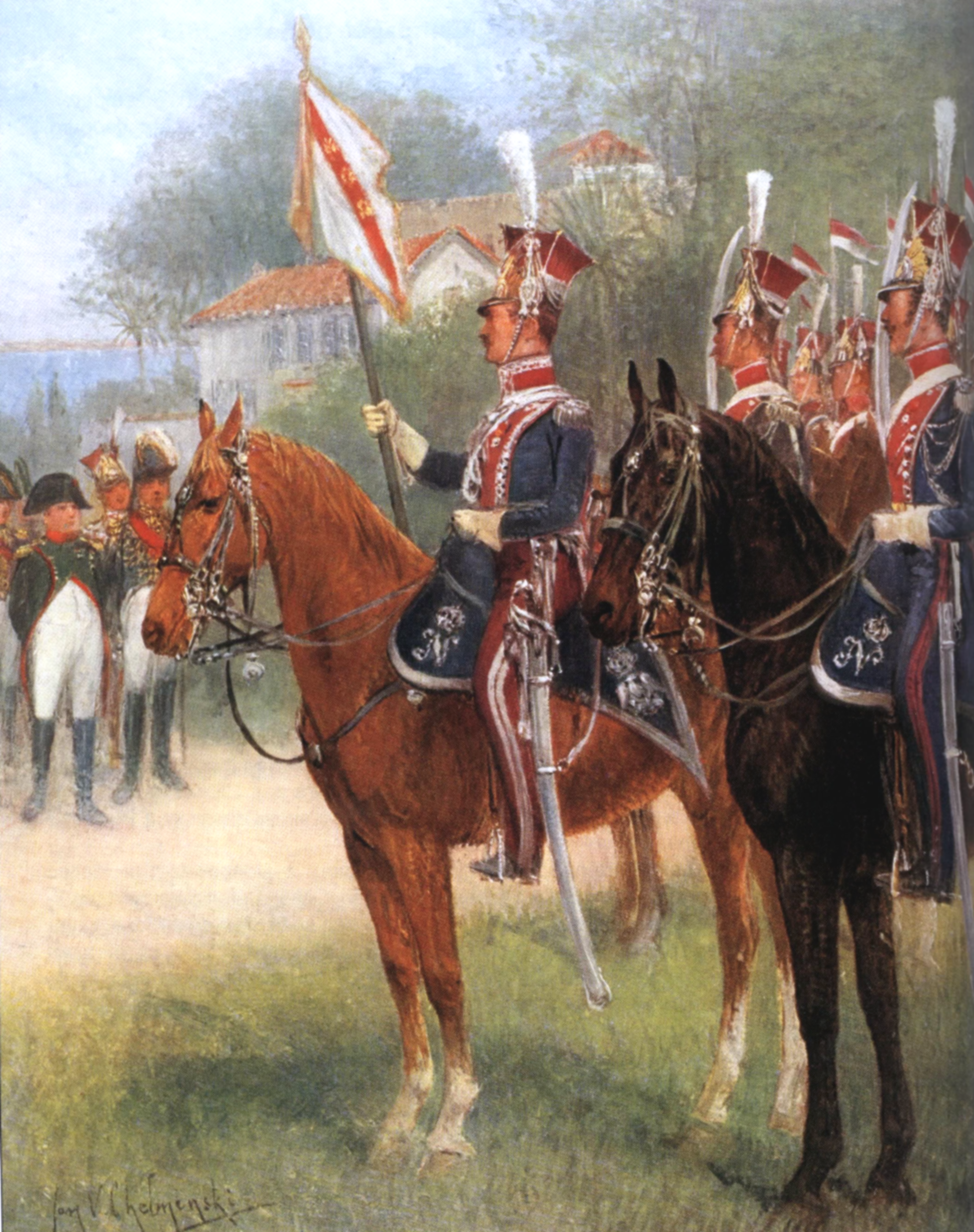
Jan Chełmiński, Szwadron Elby z 1 Pułku Szwoleżerów-Lansjerów Gwardii Cesarskiej

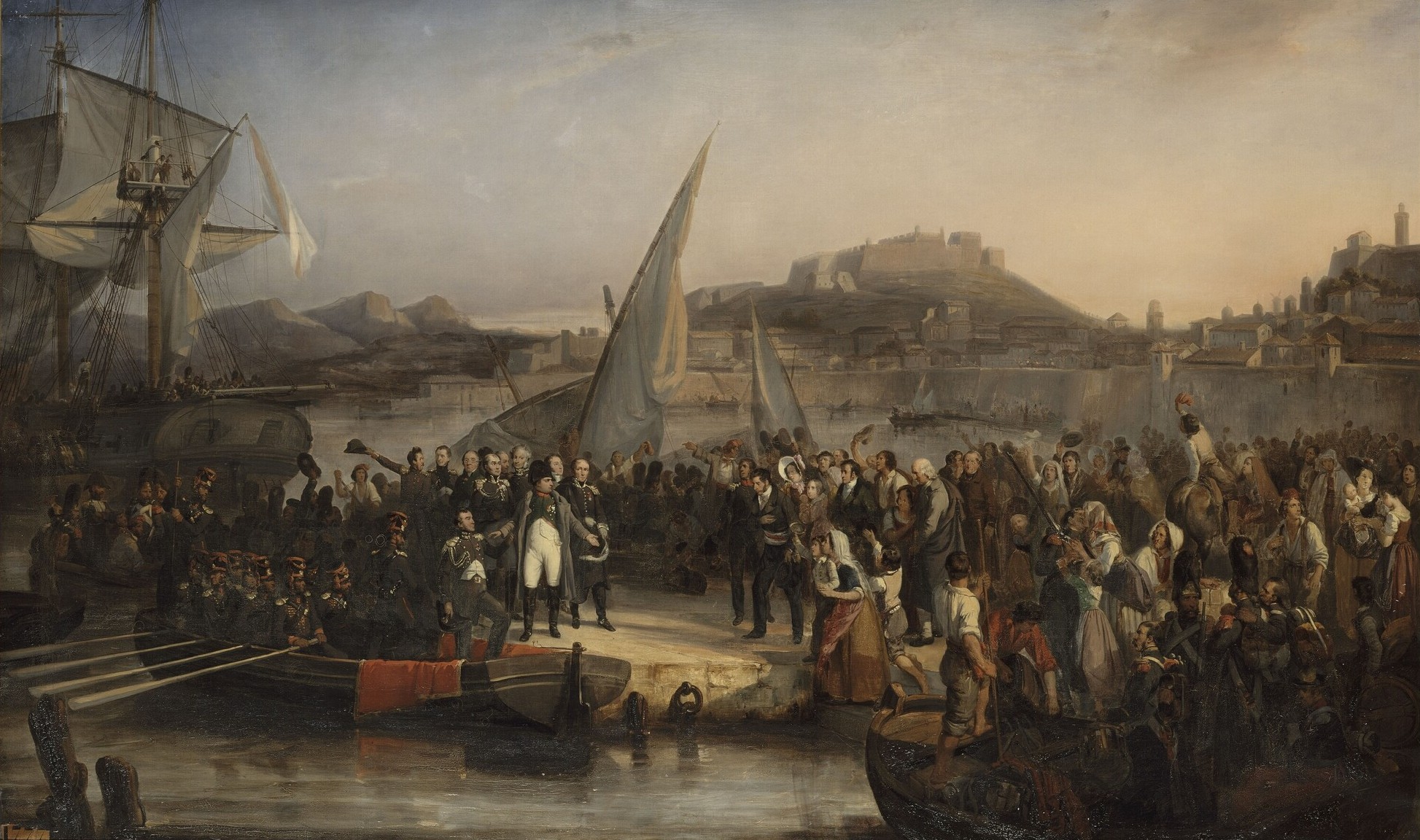
Joseph Beaume, Napoleon opuszcza Elbę 26 lutego 1815 roku

Księstwo Elby (wł. Principato d’Elba) – niedziedziczna monarchia utworzona na śródziemnomorskiej wyspie Elbie na mocy traktatu z Fontainebleau podpisanego 11 kwietnia 1814 roku. Księstwo istniało niecały rok, a jego jedynym władcą był Napoleon Bonaparte, który powrócił do rządów we Francji przed upadkiem księstwa.

## Utworzenie
Suwerenność nad wyspą, która do tej pory była częścią francuskiego departamentu Méditerranée, została przekazana Napoleonowi, po jego abdykacji po wojnie z VI koalicją. Artykuł 3 traktatu stanowił, że Elba miała być „niezależnym księstwem posiadanym przez niego z całkowitą suwerennością i własnością osobistą”. Rządy Napoleona miały trwać aż do jego śmierci, kiedy to kontrola nad księstwem miała przejść w ręce Toskanii. Były cesarz Francuzów otrzymał także stypendium w wysokości dwóch milionów franków rocznie, które miała wypłacać Francja.

## Wojsko
Zgodnie z postanowieniami traktatu z Fontainebleau Napoleon przywiózł na wyspę 870 ludzi z Francji. Armia składała się z 566 żołnierzy z elitarnej Gwardii Cesarskiej (zarówno piechoty, jak i kawalerii w tym polskiego Szwadronu Elby), a pozostałych 300 żołnierzy stanowiło niewielki batalion grenadierów. Armia była pod nadzorem generała Drouota i dowodzona przez generała Cambronne’a oraz kwaterę główną sztabu. Marynarka wojenna składała się z 66 ludzi i jednego okrętu: dwumasztowego, 18-działowego brygu „Inconstant”, któremu towarzyszyła także mała flotylla złożona z dwóch innych slupów. Pierwszym dowódcą marynarki był porucznik Taillade; jednak po tym, jak prawie stracił „Inconstant” podczas sztormu, Taillade został zastąpiony przez porucznika Chautarda, który później przetransportował Napoleona z Elby w 1815 roku. Paoli Filidoro został mianowany kapitanem żandarmerii i działał pod dowództwem Giuseppe Balbianiego jako inspektor generalny. Do 1815 roku połączone siły zbrojne na Elbie liczyły około 1000 ludzi, co kosztowało ponad połowę skarbu wyspy na opłacenie, wyposażenie i wyżywienie armii.

## Rządy Napoleona
W ciągu dziesięciu miesięcy spędzonych na Elbie, poza utworzeniem małej marynarki wojennej i armii, Napoleon rozwinął znajdujące się na wyspie kopalnie żelaza, nadzorował budowę nowych dróg, wydał dekrety w sprawie nowoczesnych metod rolnictwa oraz zreformował wyspiarski system prawny i edukacyjny.

## Rezydencje
Villa Napoleonica (lub Villa San Martino) to jedna z dwóch rezydencji zajmowanych w Portoferraio przez Napoleona podczas jego wygnania na wyspie. Druga, Palazzina dei Mulini, znajduje się w historycznym centrum miasta Portoferraio, 3,5 kilometra na północny wschód od Villi San Martino. W 1839 roku Anatoli Demidow di San Donato, rosyjski przemysłowiec i mecenas, wielki wielbiciel Napoleona i mąż siostrzenicy cesarza, księżniczki Matyldy Bonaparte, zlecił florenckiemu architektowi Niccolò Matasowi zbudowanie Galerii Demidoff u podnóża pierwotnego budynku.

## Upadek
26 lutego 1815 roku, po prawie 10 miesiącach rządów na Elbie, Napoleon uciekł z wyspy i wylądował w południowej Francji, aby odzyskać władzę. Po porażce w bitwie pod Waterloo Napoleon został przetransportowany przez Brytyjczyków na Wyspę Świętej Heleny, gdzie pozostał w niewoli aż do swojej śmierci w maju 1821 roku. Na kongresie wiedeńskim suwerenność wyspy została przekazana Wielkiemu Księstwu Toskanii.